# 欣克利鎮區 (明尼蘇達州派恩縣)
欣克利鎮區（英語：Hinckley Township）是位於美國明尼蘇達州派恩縣的一個行政鎮區。

## 地方資料
欣克利鎮區的面積為92.26平方千米，當中陸地面積為92.25平方千米，而水域面積為0.01平方千米。根據2020年美國人口普查的數據，當地共有人口744人，而人口密度為每平方千米8.06人。